# Trilby (roman)
Pour les articles homonymes, voir Trilby.
Trilby est un roman de George du Maurier paru sous la forme de feuilleton dans le Harper's Magazine en 1894, puis édité sous forme de livre en 1895. Le roman a connu le succès grâce au personnage de l'hypnotiseur Svengali, pour lequel l’auteur se serait inspiré de la relation du célèbre musicien français Nicolas-Charles Bochsa (†1856) avec la soprano anglaise Anna Bishop (en),,. Il a également inspiré Gaston Leroux pour son roman, Le Fantôme de l'Opéra (1910). 

## Résumé
Années 1850 dans un Paris bohème. Trois étudiants en art, Taffy, le Laird, et William, rencontrent les musiciens Svengali et Gecko, ainsi que le modèle Trilby O’Ferrall, une blanchisseuse ayant une belle voix mais aucune oreille pour la musique. Svengali voudrait donner des cours de chant à la jeune femme mais elle le trouve repoussant et effrayant. Trilby et William s’éprennent l'un de l'autre mais la famille de William empêche leur idylle. Trilby tombe sous l'emprise de Svengali : il l’hypnotise et la transforme en une diva, La Svengali, qui  chante admirablement quand elle est maintenue sous hypnose. 
Cinq ans plus tard, William devient un peintre célèbre. Lors d'un concert, il reconnaît Trilby ; elle semble malade. Au cours d'un autre concert, Svengali est terrassé par une attaque et n’est plus capable d’hypnotiser Trilby, qui se met à chanter affreusement, ce qui provoque les moqueries de l’assistance. Trilby est déroutée : elle se rappelle avoir vécu et voyagé avec Svengali, mais n'a aucun souvenir d'avoir eu une carrière de chanteuse. Elle quitte la scène, et Svengali meurt. Trilby devient malade des nerfs. En dépit des efforts de ses amis, elle meurt à son tour quelques semaines plus tard, en fixant une photo de Svengali. Anéanti, William, meurt peu après.

## Adaptations

### Au cinéma
- 1908 : Trilby, film danois réalisé par Viggo Larsen.
- 1914 : Svengali, film autrichien réalisé par Jacob Fleck.
- 1915 : Trilby, film américain réalisé par Maurice Tourneur.
- 1927 : Svengali, film allemand réalisé par Gennaro Righelli.
- 1931 : Svengali, film américain réalisé par Archie Mayo, avec John Barrymore.
- 1954 : Svengali, film britannique réalisé par Noel Langley, avec Donald Wolfit et Hildegard Knef.
- 2004 : Svengali, court-métrage américain réalisé par Richard D. Morris.
- 2013 : Svengali, film britannique réalisé par John Hardwick.

### A la télévision
- 1983 : Svengali est un téléfilm américain réalisé par Anthony Harvey, avec Peter O'Toole et Jodie Foster.

## Annexe